# ثنائي ميثيل ثنائي الكربونات
ثنائي ميثيل ثنائي الكربونات (وَيُدعى اختصاراً DMDC) هوَ مركب عضوي سائل عَديم اللون ذو رائحة حادة في درجة حرارة الغرفة. يُستخدم بشكلٍ أساسي في المواد الحافظة للمشروبات أو في التعقيم، حيثُ يعمل من خلال تثبيط إنزيم كيناز الأسيتات وَنازعة كربوكسيل الجلوتامات، وقد اقترح أيضاً أنهُ يعمل على تثبيط إنزيم نازعة هيدروجين الكحول وَنازعة هيدروجين الجليسرألدهيد 3-فسفات من خلال التعديل على مكوناتها من الهستيدين.

## الاستخدام في النبيذ
يستخدم ثنائي ميثيل ثنائي الكربونات في النبيذ ليحل مَحل سوربات البوتاسيوم، حيثُ أنهُ يُوقف خمائر تلف النبيذ  مِثل البريتانوميسز. بِمُجرد إضافة هذا المركب إلى المشروبات تَحدث فعاليته الكيميائية من خلال التفاعلات التالية:
DMDC + H2O → 2 CH3OH + 2 CO2
DMDC + Ethanol → Ethyl methyl carbonate
DMDC + NH3 → Methyl carbamate
DMDC + Amino acid → Derived carboxymethyl
يكون استعمال هذا المُركب مُفيد عند الحاجة إلى تُعقيم النبيذ ولكن لا يُمكن تعقيمه بالتصفية أو البسترة أو الكبريت، كما يتم استعماله لتحقيق الاستقرار في المشروبات غير الكحولية مِثل المشروبات الغازية أو غير الغازية، والمشروبات الرياضية متساوية التوتر وَالشاي المُثلح والمياه ذات النكهات.
تتم عملية إضافة هذا المُركب قبل تعبئة المشروبات، حيثُ يتكسر إلى كيمات صغيرة من الميثانول وَثنائي أكسيد الكربون، والتي تُعتبر من المكونات الطبيعية لعصائر الخضروات والفواكه.
أكدت اللجنة العلمية للأغذية في  الاتحاد الأوروبي وَإدارة الغذاء والدواء في الولايات المتحدة وَلجنة الخبراء المشتركة بين منظمة الأغذية والزراعة ومنظمة الصحة العالمية المعنية بالمواد المضافة إلى الأغذية أنَّ استخدام هذا المُركب في المشروبات آمن، وقد وافقت إدارة الغذاء والدواء على استعماله في النبيذ عام 1988، ولكن بحد أقصى مسموح به 200 ملغ/لتر، وفقط في حال وجود أقل من 500 خلية خميرية/مل في وقت الاستعمال، كما تمت المُوافقة عليه في الاتحاد الأوروبي، حيثُ أنهُ مُدرج تحت رقم إي E242، بالإضافة إلى أستراليا وَنيوزيلاندا.